# Бэбилон, Гай
Гай Бэбилон (англ. Guy Babylon; 20 декабря 1956 — 2 сентября 2009) — американский клавишник и композитор; наиболее известен сотрудничеством с Элтоном Джоном, а также участием в группе Iron Butterfly.

## Биография
Родился в Нью-Уинсоре, Мэриленд. Выросший под влиянием групп Led Zeppelin, Yes и Gentle Giant, он пошёл учиться в Francis Scott Key High School, после окончания которой поступил в Южно-Флоридский университет, где получил степень бакалавра музыки. После окончания университета перебрался в Лос-Анджелес.
В 1982 году Бэбилон присоединился к группе Iron Butterfly, в составе которой пробыл до 1983 года. Там он исполнял обязанности клавишника на пару с Дугом Инглом.
В 1988 году Бэбилон вошёл в состав аккомпанирующей группы Элтона Джона, вместе с которой записал альбом Sleeping with the Past. В 1990 году Гай вместе с другим музыкантом Элтона Джона, Дэйви Джонстоном, создал группу/сайд-проект Warpipes. Также он играл и записывался с такими группами и исполнителями, как Майк Пинера, Blues Image, Луис Карденас и Renegade.
Гай Бэбилон отвечал за аранжировки песен на многих концертах Элтона Джона, включая «Bennie and the Jet» и «Pinball Wizard». В 2001 году Бэбилон получил премию «Грэмми» за участие в мюзикле Элтона Джона и Тима Райса «Аида». Кроме того, Гай активно работал над мюзиклом Элтона и Берни Топина «Лестат», созданным по мотивам произведений Энн Райс.
До самой смерти Бэбилон проживал в Лос-Анджелесе вместе со своей женой и детьми и по-прежнему гастролировал с Элтоном Джоном. Скончался 2 сентября 2009 года от сердечного приступа после купания в бассейне.